# 住友銀行名古屋支店長射殺事件
住友銀行名古屋支店長射殺事件（すみともぎんこうなごやしてんちょうしゃさつじけん）とは、1994年（平成6年）9月14日早朝、住友銀行（現・三井住友銀行）名古屋支店長が何者かに射殺された事件。
2009年（平成21年）9月14日午前0時に時効となった。

## 現場
事件現場となったのは名古屋市千種区のマンション10階であった。遺体は自室前のエレベーターホールの壁に右肩をもたれ、右足を折り、左足は投げ出して座るような格好で、血まみれになっていた。銃弾が被害者の右目上から左後頭部を貫通していた。ほかの外傷はなく、自宅ドアが開き、新聞が放り出されていたが、室内に接客したり、荒らされたような様子はなかった。
マンションの扉は全て内側からしか開かず、正面玄関は完全オートロックであった。犯行当日も朝6時半ごろに新聞が配達されてから、誰も出入りした形跡はなかった。

## 被害者のあゆみ
住友グループ関係者によると、被害者は磯田一郎の追い落としに奔走していたという。支店長として、磯田が推進したパチンコ業者や水商売との取引が多い梅田北口支店や、平和相互銀行がらみの不正融資案件を多数抱えた京都・四条支店、山口組系フロント企業の口座が圧倒的に多い大阪駅前支店、闇金融業者などが多く利用する船場支店を歴任。最後に支店長を務めた名古屋支店は、イトマン関連案件を除いても多数の不良債権を抱えていた。

## 事件で使用された短銃を所持していた男
1994年11月13日に短銃を所持した上で住友銀行大阪本店に訪れて融資を引き出そうとした無職の男（当時73歳）が銃刀法違反で現行犯逮捕された。男は17年前の1977年9月に愛知医大関係者ら2人を監禁して現金約2億8000万円を奪う愛知医大三億円強奪事件を起こして懲役13年判決を受けた前科があり、2年前の1992年に出所していた。男が当初は自分が実行犯と供述し、所持していた短銃は射殺事件の線条痕と一致したが、「男の供述からは犯行時間に間に合わない」「マンション玄関はオートロックで、鍵が無い場合は住人にインターホンで連絡して中から開けてもらわないといけない」などの矛盾点が多く、射殺事件にどのように関与したか不明なことから立件を断念。男は後に自分が実行犯であることを否定し、「事件について知っているが言えない」と口を閉ざすようになった。男は短銃所持の銃刀法違反の他に、1994年11月に住友銀行頭取宅に脅迫状を郵送した脅迫罪や同年同月に短銃を所持して住友銀行大阪本店で融資目的で現金を脅し取ろうとした恐喝未遂罪でも起訴され、懲役7年判決が言い渡され確定した。
また、男に短銃を貸した暴力団幹部が銃刀法違反で逮捕・起訴されて懲役5年の実刑判決が確定したが、射殺事件に関する供述は得られなかった。
その後、男は別件で1993年4月に名古屋市の歯科医院で院長にエアガンを突き付けて現金を奪おうとした事件を起こしたとして強盗未遂罪で起訴されて懲役3年の実刑判決が、1993年2月にJRA理事長襲撃事件を起こしたとして強盗傷害罪で起訴されて懲役4年の実刑判決が言い渡された。
男は岐阜刑務所で服役し2009年6月に刑期満了で出所予定であったが、同年1月に病死した。

### 新聞
1. ↑  “住銀事件が時効”. 中日新聞朝刊12版:  p. 27. (2009年9月14日)
2. ↑  “住銀支店長射殺事件　短銃所持、大阪で逮捕の男が犯行を認める供述”. 読売新聞. (1994年11月13日)
3. 1 2  “住銀名古屋支店長射殺事件　自供の７３歳、強盗目的で侵入　短銃の線条痕一致”. 読売新聞. (1994年11月14日)
4. 1 2  “住銀支店長射殺の銃所持　XX受刑者、謎を残し病死＝中部”. 読売新聞. (2009年4月9日)
5. 1 2  “住銀支事件　XX被告の実刑確定　控訴取り下げで”. 読売新聞. (1995年11月21日)
6. ↑  “住銀支店長射殺　短銃渡した男に懲役５年判決／名古屋地裁”. 読売新聞. (1995年6月6日)
7. ↑  “強盗未遂のXXXX被告に懲役3年の判決／名古屋地裁”. 読売新聞. (1997年11月27日)
8. ↑   “JRA理事長襲撃事件　XX被告に懲役４年判決／名古屋地裁”. 読売新聞. (2000年3月3日)

### 書籍
1. 1 2 3  一橋文哉 2013, p. 147.
2. 1 2 3  一橋文哉 2013, p. 148.
3. ↑  一橋文哉 2013, p. 150.
4. 1 2  一橋文哉 2013, p. 151.